# Konjska Reka
Konjska Reka (cyr. Коњска Река) – wieś w Serbii, w okręgu zlatiborskim, w gminie Bajina Bašta. W 2011 roku liczyła 78 mieszkańców.